# Venturia townesi
Venturia townesi là một loài tò vò trong họ Ichneumonidae.